# David Ririhena
David Ririhena (Boxmeer, 15 januari 1984) is een Nederlands voormalig profvoetballer. De verdediger/middenvelder van Molukse afkomst speelde vanaf het seizoen 2003/04 bij TOP Oss.
Ririhena maakte zijn debuut in het betaalde voetbal op 16 april 2004 tegen Sparta. In 2008 verliet hij de prof-afdeling van TOP Oss om te gaan spelen bij de amateurafdeling van dezelfde club. Begin 2009 werd bekend dat Ririhena in de zomer van dat jaar zou gaan overstappen naar JVC Cuijk.
Nadat hij in maart 2010 in de uitwedstrijd tegen SV Venray de kruisband in zijn linkerknie afscheurde, speelde hij gedurende enkele maanden niet. In april 2011 keerde hij terug in het veld als invaller bij JVC Cuijk 2. In de zomer van 2011 verhuisde Ririhena van JVC Cuijk naar VV Rood Wit uit Groesbeek, om daar na het herstel van zijn zware blessure weer rustig met voetballen te kunnen beginnen. Sinds de zomer van 2012 speelt hij voor Olympia '18. 

## Carrière
| Seizoen | Club    | Wedstrijden | Doelpunten | Competitie     |
| ------- | ------- | ----------- | ---------- | -------------- |
| 2003/04 | TOP Oss | 1           | 0          | Eerste divisie |
| 2004/05 | TOP Oss | 18          | 0          | Eerste divisie |
| 2005/06 | TOP Oss | 26          | 0          | Eerste divisie |
| 2006/07 | TOP Oss | 9           | 1          | Eerste divisie |
| 2007/08 | TOP Oss | 4           | 0          | Eerste divisie |
| Totaal  |         | 58          | 1          |                |